# Церква Святого Василія Великого (Черче)
Це́рква Святого Василія Великого — греко-католицька церква у селі Черче Рогатинського району Івано-Франківської области України, пам'ятка архітектури національного значення.

## Історія
Вперше існування церкви в селі зафіксовано в люстрації Руського воєводства 1564—1565 рр. Невідомо, коли зведена перша будівля. З покрайнього запису на «Ключі разумінія» Йоаникія Галятовського 1653 р. відомо, що в 1708 р. в селі існувала церква Святого Василя Великого. У 1733 р., як свідчить напис на одвірках південних дверей у бабинець старої сільської церкви, збудовано наступну церкву.
Цікаво, що жителі села з покоління в покоління цей храм називають Святої Параскеви…
Згідно з актом візитації 1760 р. о. Миколи Шадурського, поблагословив церкву рогатинський декан о. Стефан Демкович. На початку ХХ ст. буря завалила центральний верх, який був перекритий тимчасовим пірамідальним наметом. Реставрація первісного верху нави здійснена у 1970 році.
В радянські часи церква охоронялась як пам'ятка архітектури Української РСР (№ 247).

## Опис
Церква розташована на околиці села, званій Старий Кут на невисокому пагорбі. Дерев'яна, тризрубна триверха будівля, поставлена на кам'яному підмурівку. Складається з трьох прямокутних зрубів, розташованих по осі схід-захід. Ширша нава вкрита пірамідальним наметовим верхом з трьома заломами, а вівтар і бабинець — такими ж верхами з одним заломом. Всі верхи увінчані маківками. Оперізує церкву піддашшя, оперте на східчасті виступи вінців зрубів. Мальовничості церкві додає збережене гонтове покриття дахів та кожухування стін надопасання. Освітлюється церква через невеликі прямокутні віконні прорізи в східній та південній стінах вівтаря, північній та південній стінах нави і західній — бабинця. Вхід у церкву влаштований у південній стіні бабинця. В інтер'єрі простір нави розкритий у висоту, повторює форму зовнішнього покриття. При західній стіні нави влаштовані невеликі вузькі хори. Стіни церкви не мальовані. Зберігся чотириярусний іконостас рядової побудови XVIII ст., правда з дещо поновленим іконописом. Навколо церкви, на огородженій території стоять старі камінні надгробні хрести.

## Див.також
- Церква Благовіщення Пречистої Діви Марії (Коломия);
- Церква Різдва Пресвятої Богородиці (Ворохта);
- Церква Різдва Пресвятої Богородиці (Криворівня);
- Церква Святої Великомучениці Параскеви П'ятниці (Шешори).